# Heiko Jütte
Heiko Jütte (* 19. November 1941 in Bremen) ist ein deutscher Verbandsfunktionär.
Jütte absolvierte ein Studium der Wirtschaftswissenschaften und wurde 1973 am Lehrstuhl für Volkswirtschaft an der Universität des Saarlandes mit einer Arbeit unter dem Titel Beiträge zur Diskussion über den Wicksellschen Prozess promoviert. Danach war er zunächst in der Planungsgruppe des Ministerpräsidenten des Saarlandes für die Landesentwicklungsplanung zuständig. Später wechselte er ins Wirtschaftsministerium und war dort Leiter der Abteilung Wirtschaftspolitik. Von 1986 bis 2006 war er Hauptgeschäftsführer des Verbandes der Metall- und Elektroindustrie des Saarlandes (ME Saar), der Vereinigung der Saarländischen Unternehmensverbände (VSU) und (seit 1998) des Unternehmensverbandes Saarland (UV Saar).
Jütte war alternierender Vorsitzender der Deutschen Rentenversicherung Saarland und  Vorsitzender des Beirates der Bank1Saar. Fünfzehn Jahre war er Vorsitzender des Bewilligungsausschusses der Bürgschaftsbank Saarland GmbH. Er war von 2003 bis 2009 Mitglied des Kuratoriums der Friedrich-Naumann-Stiftung.